# Oelixdorf
Oelixdorf est une commune allemande du Schleswig-Holstein, située dans l'arrondissement de Steinburg (Kreis Steinburg), à trois kilomètres à l'est de la ville d'Itzehoe. Oelixdorf est l'une des onze communes de l'Amt Breitenburg dont le siège est à Breitenburg.